# جون مورو (مبارز بالسيف)
جون مورو (بالإنجليزية: John Moreau)‏ هو مبارز بالسيف أمريكي، ولد في 10 أبريل 1951 في كانساس سيتي في الولايات المتحدة.

## وصلات خارجية
- جون مورو على موقع أوليمبيديا (الإنجليزية)